# آرمان درویش
آرمان درویش (زادهٔ ۲۹ مرداد ۱۳۶۶) بازیگر، نویسنده و کارگردان ایرانی است. او در سال ۱۳۹۴ با بازی در فیلم سینمایی چهارشنبه به کارگردانی سروش محمدزاده بازیگری را آغاز کرد.

## زندگی و حرفه
آرمان درویش در ۲۹ مرداد ۱۳۶۶ در الشتر به دنیا آمد و در ملایر بزرگ شد. او یک برادر دارد. درویش دوران کودکی فقیرانه‌ای داشت و زمانی را در مرغداری کار می‌کرد. یکی از اقوامشان که در سینما طراح صحنه بود و به مرغداری آمده بود، با دیدن درویش به او می‌گوید که توانایی بازیگر شدن را در او می‌بیند. او در ۱۹–۱۸ سالگی به بازیگری علاقه داشت و سپس به تهران مهاجرت و در کلاس‌های بازیگری امین تارخ شرکت کرد. او در رشته کارگردانی در دانشگاه سوره به تحصیل پرداخت. او سال‌ها در کنار محمدهادی کریمی فعالیت می‌کرد و همچنین به نوشتن فیلمنامه و ساخت فیلم کوتاه می‌پرداخت.
درویش در سال ۱۳۹۴ با بازی در فیلم چهارشنبه نخستین تجربه تصویر خود را رقم زد و با واکنش‌های بسیار خوب منتقدان در سی و چهارمین جشنواره فیلم فجر رو به رو شد.
پس از آن در فیلم‌های متعددی از جمله پشت دیوار سکوت به کارگردانی مسعود جعفری جوزانی ایفای نقش کرد و در سال ۱۳۹۵ برای بازی در فیلم  کمدی انسانی ساختهٔ محمدهادی کریمی برندهٔ جایزهٔ بهترین بازیگر مرد از جشنوارهٔ تامیل نروژ شد.
درویش در سال ۱۳۹۶ در دیگر همکاریش با شهاب حسینی پس از چهارشنبه و خورشید نیمه‌شب، در فیلم مقیمان ناکجا به کارگردانی و نویسندگی حسینی نقش اصلی را ایفا کرد.
پس از آن درویش در فیلم‌هایی چون یلدا، سودابه به کارگردانی محمدعلی سجادی، پسرکشی، موافقت اصولی و سریال نمایش خانگی ملکه گدایان به ایفای نقش پرداخت.
وی در سال ۱۴۰۲ در سریال شبکه نمایش خانگی عقرب عاشق به عنوان نقش اصلی این سریال ظاهر شد. 

## فیلم‌شناسی

### سینما
| سال  | نام فیلم       | کارگردان           | توضیحات                                                       |
| ---- | -------------- | ------------------ | ------------------------------------------------------------- |
| ۱۳۹۸ | موافقت اصولی   | امیر پورکیان       | اکران نشده                                                    |
| ۱۳۹۸ | پسرکشی         | محمدهادی کریمی     | اکران آنلاین در تیر ۹۹                                        |
| ۱۳۹۷ | سودابه         | محمدعلی سجادی      | اکران نشده                                                    |
| ۱۳۹۷ | یلدا           | مسعود بخشی         | اکران در سینماهای هنر و تجربه، مرداد ۹۹                       |
| ۱۳۹۶ | بازی‌های مردانه | امین تبار          | اکران نشده                                                    |
| ۱۳۹۶ | مقیمان ناکجا   | شهاب حسینی         | اکران شده در ۲۷ تیر ۱۴۰۲                                      |
| ۱۳۹۶ | لایه‌های دروغ   | رامین سهراب        | محصول مشترک ایران و فنلاند - اکران در چهلمین جشنواره فیلم فجر |
| ۱۳۹۵ | کمدی انسانی    | محمدهادی کریمی     | برنده جایزه بهترین بازیگر مرد از جشنوارهٔ تامیل نروژ           |
| ۱۳۹۵ | پشت دیوار سکوت | مسعود جعفری جوزانی | اکران در مرداد ۹۷                                             |
| ۱۳۹۵ | لابی           | محمد پرویزی        | اکران نشده                                                    |
| ۱۳۹۴ | خورشید نیمه شب | شبیر شیرازی        | اکران آنلاین در فروردین ۱۴۰۱                                  |
| ۱۳۹۴ | چهارشنبه       | سروش محمدزاده      | اکران نوروز ۹۵ در گروه هنر و تجربه                            |

### نمایش خانگی
| سال پخش   | نام سریال   | کارگردان       |
| --------- | ----------- | -------------- |
| ۱۳۹۹–۱۴۰۰ | ملکه گدایان | حسین سهیلی‌زاده |
| ۱۴۰۲_۱۴۰۱ | عقرب عاشق   | حسین سهیلی‌زاده |